# Temni modrač
Temni modrač (znanstveno ime Orthetrum albistylum) je raznokrili kačji pastir iz družine ploščcev, razširjen po Srednji in Južni Evropi ter preko Zahodne in Srednje Azije do Japonske.

## Telesne značilnosti
V dolžino meri 45 do 50 mm, od tega zadek 30 do 37 mm. Odrasli samci imajo temno oprsje in črnih zadnjih par členov zadka, preostanek zadka pa je sinje moder. Manj očitna je bleda lisa, ki poteka med krili na zgornji strani oprsja ter par takih lis ob strani oprsja. Nezreli samci in samice so rjavkaste barve, z ukrivljeno črno progo vzdolž vsakega člena zadka na obeh straneh. Samci so zelo podobni samcem prodnega modrača, so le nekoliko gracilnejši in bolj bledi, zato jih je v letu težko ločiti. Očitnejši, a prav tako ne absolutno zanesljiv znak sta kontrastna bela cerka na koncu zadka, saj imajo lahko nekateri samci tudi črna. Samice imajo poleg tega lahko bel še zadnji člen zadka. Pterostigme so pri obeh vrstah črne.

## Habitat in razširjenost
Vrsta poseljuje odprte ribnike in jezera, pri čemer preferira zamuljene in evtroficirane vode, lahko tudi s sklenjeno poraslostjo v vodi in na bregu. V Sloveniji se pogosto pojavlja skupaj s prodnim modračem. Zaradi tega je prisoten tudi v umetnih habitatih. kot so kanali in glinokopi.
Temni modrač ima veliko območje razširjenosti po vsej Srednji in Južni Evropi ter preko Zahodne in Srednje do Vzhodne Azije vključno z Japonsko. Razporeditev znotraj tega je neenakomerna, a vrsta ni redka.
Zaradi velikega območja razširjenosti vrsta v globalnem smislu ne velja za ogroženo, prav tako ne v Sloveniji, kjer sta se številčnost in razširjenost v zadnjih desetletjih bistveno povečala.